# Мормаль (станція)
Мормаль (біл. Мормаль) — залізнична станція Гомельського відділення Білоруської залізниці на електрифікованій лінії Жлобин — Калинковичі. Розташована за 2,1 км на північний схід від села Мормаль Жлобинського району Гомельської області.